# Gaberndorf
Gaberndorf ist ein Ortsteil von Weimar in Thüringen.

## Geografie

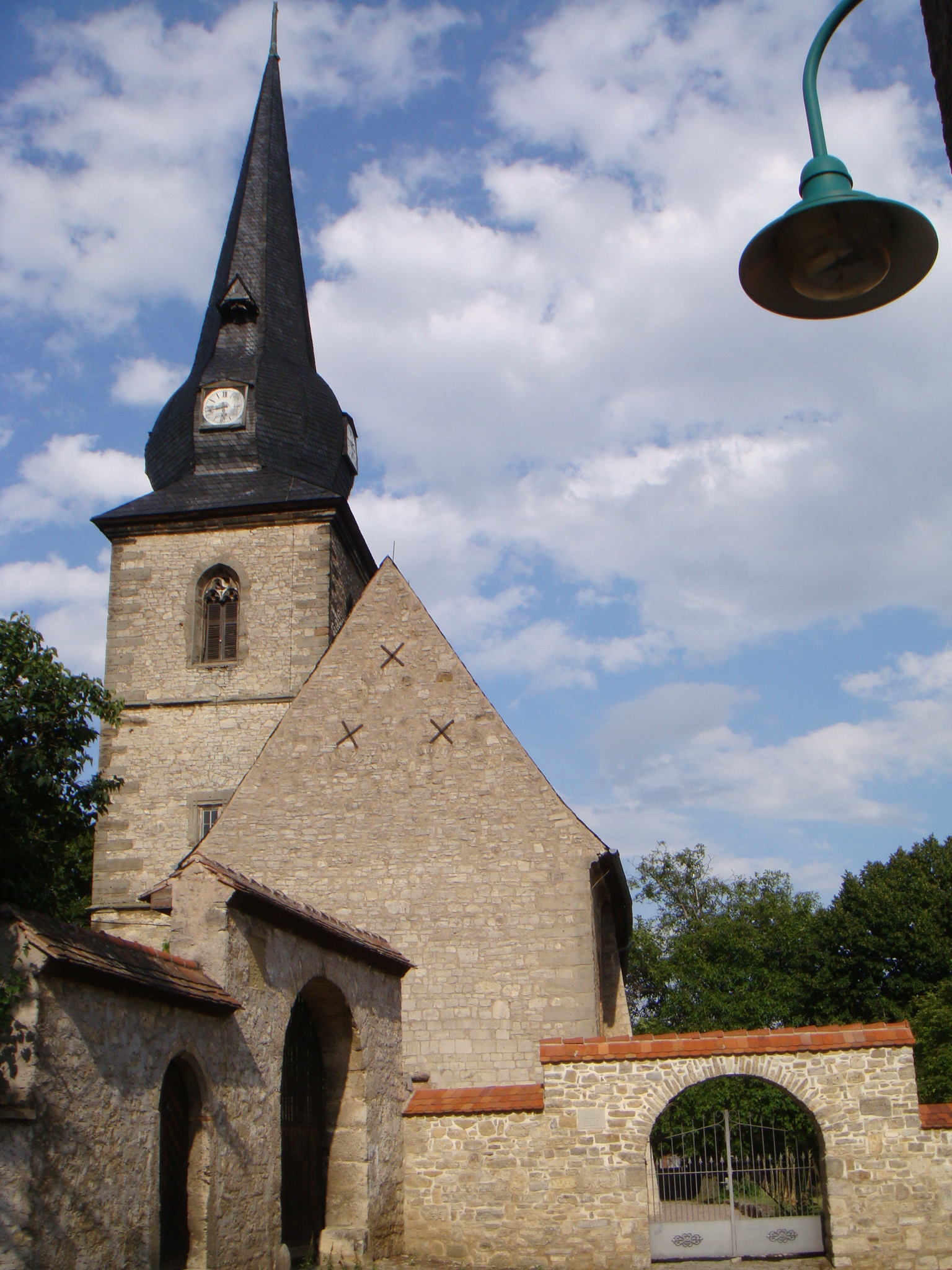
Evangelische Dorfkirche (2010)

Gaberndorf weist eine Verkehrsanbindung nach Erfurt durch die Bundesstraße 7 auf. Entstanden ist die Siedlung am Ettersberg wegen der Schutzlage durch den Hang und die fruchtbaren Böden sowie dem Vorhandensein eines kleinen Flusses. Der Stadtteil wird im Osten durch die Stadt Weimar begrenzt (2 km), im Norden durch den Ettersberg mit der Gedenkstätte Buchenwald, im Westen durch die Gemeinde Daasdorf und im Süden durch die Gemeinde Tröbsdorf. Das Trinkwasser erhält der Ort in Form von Mischwasser aus der Ohratalsperre und dem Wasserwerk Tiefengruben. Die mittlere Ortszeit bleibt um 14 Min. 40 Sek. hinter der Mitteleuropäischen Zeit zurück.

## Siedlungstypologie
Die Einordnung nach Dorfformen lässt sich bei Gaberndorf nicht eindeutig vornehmen. Einerseits führt eine Straße durch das „alte Dorf“, an der sich zu beiden Seiten giebelständige Häuser befinden (ähnlich einem Straßendorf). Des Weiteren ist ein Dorfring mit Häusern, der Kirche und einem Brunnen vorhanden, was an ein Ringdorf bzw. Rundplatzdorf erinnert.
Am oberen Ende dieses Rings schließt sich dann der Anger an, von dem aus vor geraumer Zeit die ersten Siedlungen hangabwärts entstanden sind (ähnlich einem Angerdorf).
Bezüglich verschiedener Hausformen kann man zwischen „altem Dorf“ und „Neubaugebiet“ unterscheiden. Im Neubaugebiet finden sich hauptsächlich Reihenhäuser und Mehrfamilienhäuser. Im ursprünglichen Ortsteil findet man meist Dreiseiter, wie sie in Thüringen häufig anzufinden sind, doch befinden sich dort auch wenige Vierseiter. Die Anzahl dieser Höfe teilt sich gleichermaßen in traufständig und in giebelständig. In diesem Bereich liegt das Kammergut Gaberndorf.

## Geschichte

### Frühzeit und Mittelalter
Die ersten Funde von Feuersteingeräten, Klingen, Schabern, Stichel und Pfeilspitzen stammen wahrscheinlich von mittelsteinzeitlichen Jägerhorden aus einer Zeit vor 10.000 Jahren. 4000 v. Chr. siedelten sich erste jungsteinzeitliche Ackerbauern und Viehzüchter am Rödelgraben an. Zu den Fundstücken aus dieser Zeit zählen Steinbeile, Feuersteingeräte und Mahlplatten genauso, wie auch „neue Technologien“ in Form von Sägen, Schleifer und Bohrer. Aus einer Zeit von ungefähr 2000 v. Chr. fand sich ein bronzezeitliches Gräberfeld im Osten des Ortskerns. Dieses wurde jedoch um 1890 durch einen Steinbruch zerstört. Durch diese Gräber lässt sich eine Erstbesiedlung während der fränkischen Zeit annehmen. Der Bereich um die stark fließenden Quellen am Oberteich gilt als Kern, weitere Ausbreitung erfolgte während der Slawenzeit hangabwärts beiderseits des Baches bis zur Kirche.
1291 wurde Gaberndorf erstmals urkundlich erwähnt, 1333 fand auch die Kirche ihre erste Erwähnung. Nach dem Grafenkrieg wurden 1378 im „Roten Buch“ Weimars alle Klöster, Ortschaften und Güter des Amtes Weimar aufgeführt und deren Lehn, Fron und Zins bestimmt. Gaberndorf musste hohe Geld- und Naturalabgaben verkraften.

### Neuzeit
1528 wurde das Weimarer Gebiet evangelisch. 1546 zählte Gaberndorf 202 Einwohner und 45 Wohnhäuser. Ab 1600 ist ein fast lückenloser Nachweis aller Schulmeister in der Gaberndorfer Schule überliefert. 1615 zählte Gaberndorf bereits 280 Einwohner und drei Jahre später begann der Dreißigjährige Krieg, dem auch die Einwohner dieses Ortes zum Opfer fielen. 1635 wurde Gaberndorf durch die Pest stark dezimiert. 129 Menschen fielen ihr zum Opfer, 44 allein im Oktober. 1642 hatte Gaberndorf nur noch 219 Bewohner. 1705 wurde der Kirchturm erneuert und erhielt sein heutiges Aussehen.
Am 14. Oktober 1806 war um sechs Uhr früh Kanonendonner der Schlacht bei Jena zu vernehmen und um zehn Uhr flüchteten bereits erste Preußen durch den Ort. Abends retteten sich die Einwohner selbst auf die Spitze des Ettersbergs, während das Dorf von der französischen Löffelgarde ausgeplündert wurde. Am 6. September 1808 fand die große Jagd auf dem Ettersberg statt. Teilnehmer waren Napoleon, Zar Alexander, viele Könige und andere hohe Persönlichkeiten. 1847 wurde die Bahnstrecke Weimar-Erfurt in direkter Nähe des Ortes eingeweiht. 1845/46 wurde dazu der Viadukt Gaberndorf gebaut. 1890 verschwanden, nach Überlieferung von Zeitgenossen, die letzten Strohdächer. Mit Ziegeln aus heimischer Produktion konnten die Bewohner nun beliefert werden. Die Ziegelei brannte 1945 beim Einmarsch der Amerikaner komplett ab.
1901 wurde der Bismarckturm auf dem Ettersberg eingeweiht. Aus dem Ersten Weltkrieg (1914–1918) kehrten 17 Gaberndorfer nicht wieder zurück. Daraufhin wurde 1922 ein Denkmal für die Opfer des Krieges neben der Kirche errichtet. 1932 fanden im Ort Wahlen statt. Das Ergebnis war: 32 % KPD, 35 % SPD (keine weiteren Angaben zu verbliebenen 33 %). 1937 wurde das Konzentrationslager Buchenwald auf dem Ettersberg errichtet. 1939 bauten Buchenwaldhäftlinge eine Wasserleitung an der Ostseite des Dorfes. Täglich marschierten nun Buchenwalder Häftlingskommandos durch den Ort.

### Zweiter Weltkrieg
Am 24. August 1944 erlebte Gaberndorf den ersten Bombenangriff in unmittelbarer Nähe auf das Konzentrationslager Buchenwald. Am 11. April 1945 erreichten die ersten amerikanischen Panzer Gaberndorf gegen 15 Uhr. Noch am gleichen Tag wurde das KZ Buchenwald befreit und gegen Abend zogen bewaffnete Häftlinge durch das Dorf. Aus dem Zweiten Weltkrieg (1939–1945) kehrten 58 Bewohner Gaberndorfs nicht zurück in die Heimat. 1992 wurden zwei Gedenktafeln für die Opfer des Krieges neben der des Ersten Weltkrieges eingesetzt.

### Nachkriegszeit bis heute
| Altersgruppe                | Personen |
| --------------------------- | -------- |
| unter 7 Jahre               | 115      |
| 7 Jahre bis unter 15 Jahre  | 92       |
| 15 Jahre bis unter 25 Jahre | 224      |
| 25 Jahre bis unter 40 Jahre | 332      |
| 40 Jahre bis unter 65 Jahre | 498      |
| 65 Jahre und älter          | 286      |

Bis 1949 rückten noch die sowjetischen Truppen ein und auch Gaberndorf wurde Teil der DDR. Die Kirche wurde von den Kriegsschäden befreit. Die Bevölkerungszahl lag im Mai nach der Sprengung des Bismarckturms bei 837. 1956 wurden an gleicher Stelle die Gedenkstätte Buchenwald und der Glockenturm errichtet. 1958 wurde mit der Ausschachtung zum Bau einer Wasserleitung begonnen. Jeder Mann musste zwölf Meter ausschachten. So wurde es bis 1962 geschafft, Gaberndorf an das Wasserleitungsnetz Weimars anzuschließen. 1960 gründeten Gaberndorfer die LPG „Am Ettersberg“ (Typ I). Zwölf Betriebe bewirtschafteten nun 107 Hektar Land. Sechs Jahre später, am 7. Oktober „Tag der Republik“, wurde der Konsum feierlich übergeben.
1973 wurden an der Westseite des Dorfes neue Eigenheime erbaut. Der Rödelgraben, der ausschlaggebend für eine dauerhafte Siedlung am Fuße des Ettersbergs war, wurde komplett verrohrt. Heute erinnern nur noch zwei kleine Teiche und ein Brunnen an ihn.
1975 wurde der neu gebaute Kindergarten eingeweiht. Drei Jahre später wurde die polytechnische Oberschule Gaberndorf nach der Neueröffnung der Schule in Niederzimmern geschlossen und die Schüler dort eingeschult. In den 1980er Jahren erhielt Gaberndorf Stück für Stück eine Kanalisation.
Nach dem Öffnen der Grenzen und der Wiedervereinigung Deutschlands wurde mehr Platz benötigt. 1992 vergrößerte sich der Ort kontinuierlich durch den Bau einer neuen Siedlung „Über dem Dorfe“. 1994 wurde Gaberndorf neben vielen anderen Orten von Weimar eingemeindet. Die Einwohnerzahl betrug zu diesem Zeitpunkt 586. Nachdem in den folgenden Jahren noch ein Sportplatz und andere öffentliche Einrichtungen geschaffen wurden, stieg die Einwohnerzahl weiter an; 2006 lebten in Gaberndorf etwa 1547 Einwohner, davon waren 745 männlich und 806 weiblich.